# Lenka Kuhar Daňhelová
Lenka Kuhar Daňhelová (* 23. ledna 1973 Krnov) je česká spisovatelka, novinářka a překladatelka.

## Životopis
Pochází z Krnova. Po ukončení studií pracovala v letech 1993-1996 na ekologické farmě v Jeseníku. V letech 1996-1998 pak jako novinářka, spolupracující mj. s rozhlasovou stanicí Svobodná Evropa. Překládá z italštiny, francouzštiny, slovinštiny, polštiny a slovenštiny. V letech 2001-2005 vedla pobočku spolku Arnika v Ostravě a projekt na záchranu obce Nové Heřminovy před výstavbou údolní nádrže. Od roku 2004 byla spolupracovnicí a v letech 2005-2010 redaktorkou české verze literárního čtvrtletníku Pobocza.
Dvakrát, v letech 2010 a 2020, získala podporu polského Knižního institutu v rámci polského překladatelského programu na překlad románů Wiesława Myśliwského Obzor a Traktát o louskání fazolí.
Od roku 2005 žije v Berouně. Od roku 2008 spolu se svým manželem Peterem Kuharem pořádá festival Stranou - evropští básníci naživo, aby představila zajímavé, ale v České republice často neznámé autory.

## Ocenění
- 2013: Lirikonov zlát – slovinská literární cena udělená Velenjeskou literární nadací[10]

## Literární tvorba (výběr)
- 2020 Jaká nesmrtelnost?[11]
- 2014 Hořem[12]
- 2012 Její bolest[13]
- 2012 Stranou – evropští básníci naživo. Antologie 54 českých a zahraničních autorů, účastníků festivalu Stranou [14] .
- 2010 Pozdravy ze Sudet[15]
- 2005 Jak žít s povodněmi[15]
- 2003 Neu Erbersdorf[15][16]

### Překlady
- Ryszard Krynicki - Magnetický bod (Magnetyczny punkt)[13]
- Genowefa Jakubowska-Fijałkowska - Něžný nůž (Czuły nóż)[13]
- Wiesław Myśliwski - Traktát o louskání fazolí (Traktat o łuskaniu fasoli)
- Wojciech Orliński Co jsou to sepulky – všechno o Lemovi 2012
- Krzysztof Kieślowski - Kieślowski o Kieślowském 2013
- Franciszek Nastulczyk - Průvodce slepého psa (Przewodnik ślepego psa) 2014
- Mikołaj Łoziński - Kniha (Książka) 2015
- Zofia Staniszewska - Netiketa. Dobré mravy na internetu (Dzieci w sieci, czyli dobre maniery w internecie) 2017[17]
- Wiesław Myśliwski Obzor (Widnokrąg) 2020[8]